# Haraucourt (Meurthe-et-Moselle)
Haraucourt település Franciaországban, Meurthe-et-Moselle megyében. Lakosainak száma 732 fő (2022. január 1.). Haraucourt Buissoncourt, Courbesseaux, Crévic, Dombasle-sur-Meurthe, Drouville, Gellenoncourt, Lenoncourt, Réméréville, Sommerviller és Varangéville községekkel határos.

## Népesség
A település népességének változása:
| Lakosok száma | 490  | 549  | 636  | 669  | 704  | 719  | 734  | 735  | 736  | 732  |
|               | 1968 | 1982 | 1990 | 2006 | 2013 | 2015 | 2017 | 2019 | 2020 | 2022 |